# Dmitri Alenitsjev
Dmitri Anatoljevitsj Alenitsjev (Russisch: Дми́трий Анато́льевич Але́ничев) (Velikije Loeki, 20 oktober 1972) is een Russisch voetbalcoach, oud-voetballer en voormalig politicus.

## Clubcarrière
Hoewel hij een fan was van Spartak Moskou, debuteerde Alenitsjev in 1992 bij rivaal Lokomotiv Moskou. Daar speelde hij vier jaar, vooraleer hij dan toch verhuisde naar Spartak, waar hij in vijf jaar driemaal Russisch kampioen en tweemaal bekerwinnaar werd. Hij werd in die periode ook voor het eerst geselecteerd voor het nationaal elftal van Rusland en uitgeroepen tot Russisch speler van het jaar. Zijn prestaties leverden hem een transfer op naar AS Roma. In zijn eerste seizoen speelde hij 21 wedstrijden, maar doordat hij nadien relatief weinig aan de bak kwam, besloot hij in december 1999 om te vertrekken naar AC Perugia.
In 2000 haalde FC Porto Alenitsjev weg uit Italië. In de Portugese Super Cup maakte hij meteen het beslissende doelpunt tegen Sporting Lissabon. In zijn eerste seizoen in Porto won hij de beker, mede dankzij een doelpunt van hem in de finale. In het daaropvolgende seizoen kreeg hij ruzie met coach Octávio Machado en spendeerde hij zijn tijd op de bank. Zodra Machado ontslagen werd en José Mourinho in zijn plaats kwam, keerden de kansen van Alenitsjev.
Hoewel hij nog steeds bankzitter was, was hij de speler die als eerste van de bank geroepen werd, vooral wanneer Mourinho van een 4-3-3 overschakelde naar een 4-4-2-opstelling. Als basisspeler scoorde hij in de UEFA-Cup-finale van 2003 tegen Celtic Glasgow en een jaar later deed hij dat nog eens over in de finale van de Champions League, tegen AS Monaco na een assist van Derlei. Zo werd hij een van de tot op dat moment vier spelers die scoorden in twee finales van verschillende Europese competities. De anderen die daar in slaagden waren Ronald Koeman, Ronaldo en Steven Gerrard.
Tijdens Euro 2004, waar hij de drie wedstrijden van Rusland volledig meespeelde, maakte Alenitsjev bekend te willen terugkeren naar Spartak Moskou. FC Porto liet hem transfervrij terugkeren naar Rusland. Op 8 april 2006 verscheen in de Russische pers een interview waarin hij zijn ongenoegen uitte over toenmalig Spartak-coach Aleksandr Starkov. Hij werd naar de B-kern verwezen en niet veel later werd zijn contract in onderling overleg ontbonden. Dat betekende meteen het einde van de voetbalcarrière van Alenitsjev.

## Interlandcarrière
Onder leiding van bondscoach Oleg Romantsev maakte Alenitsjev zijn debuut voor het nationale team van Rusland op 9 februari 1996 in een vriendschappelijke wedstrijd tegen  IJsland (0-3), net als Yevgeniy Bushmanov. Hij viel in dat duel na 76 minuten in voor middenvelder Igor Dobrovolskiy. Hij kwam tot een totaal van 55 interlands en zes doelpunten.
| Interlanddoelpunten | Interlanddoelpunten | Interlanddoelpunten | Interlanddoelpunten | Interlanddoelpunten | Interlanddoelpunten | Interlanddoelpunten | Interlanddoelpunten |
| №                   | Datum               | Wedstrijd           | Goal(s)             | Score               | Uitslag             | Competitie          |                     |
| ------------------- | ------------------- | ------------------- | ------------------- | ------------------- | ------------------- | ------------------- | ------------------- |
| 1                   | 11 februari 1996    | Slovenië – Rusland  | 18'                 | 0 – 2               | 1 – 3               | Oefeninterland      |                     |
| 2                   | 11 oktober 1997     | Rusland – Bulgarije | 13'                 | 1 – 0               | 4 – 2               | WK-kwalificatie     |                     |
| 3                   | 11 oktober 1997     | Rusland – Bulgarije | 57'                 | 4 – 0               | 4 – 2               | WK-kwalificatie     |                     |
| 4                   | 31 maart 1999       | Rusland – Andorra   | 90'                 | 6 – 1               | 6 – 1               | WK-kwalificatie     |                     |
| 5                   | 6 juni 2001         | Luxemburg – Rusland | 16'                 | 0 – 1               | 1 – 2               | WK-kwalificatie     |                     |
| 6                   | 14 november 2001    | Letland – Rusland   | 48'                 | 0 – 2               | 1 – 3               | Oefeninterland      |                     |

## Erelijst
FC Porto
- UEFA Cup

2003
- UEFA Champions League

2004

## Politiek
Alenitsjev werd lid van Verenigd Rusland, een Russische politieke partij. Op 14 juni 2007 werd hij verkozen tot vertegenwoordiger van de Oblast Omsk in de Federatieraad van Rusland.